# Bajaj Auto
Bajaj Auto Limited este o companie multinațională indiană producătoare de automobile cu sediul în Pune. Produce motociclete, scutere și ricșe auto. Bajaj Auto face parte din Grupul Bajaj. A fost fondată de Jamnalal Bajaj (1889-1942) în Rajasthan în anii 1940.
Bajaj Auto este al treilea producător de motociclete din lume și al doilea ca mărime din India. Este cel mai mare producător de vehicule cu trei roți din lume. În decembrie 2020, Bajaj Auto a depășit o capitalizare de piață de ₹1 trilion (13 miliarde USD), devenind astfel cea mai valoroasă companie de vehicule pe două roți din lume.

## Istorie
Bajaj Auto a fost înființată la 29 noiembrie 1945 sub numele de M/s Bachraj Trading Corporation Private Limited. Inițial, a importat și a vândut vehicule cu două și trei roți în India. În 1959, a obținut o licență de la guvernul indian pentru a produce vehicule cu două și trei roți și a obținut o licență de la Piaggio pentru a produce scutere Vespa în India. A devenit o societate pe acțiuni în 1960.
Odată cu lansarea motocicletelor, în 1986, compania și-a schimbat brandingul de la producător de scutere la producător de vehicule pe două roți.
În 1984, Bajaj Auto a semnat un acord de asistență tehnică cu Kawasaki, cooperând pentru a extinde producția și vânzările de motociclete pe piața locală.
La începutul anilor 2000, Bajaj Auto a cumpărat o participație majoritară în compania Tempo Firodia, redenuminând-o "Bajaj Tempo". Compania germană Daimler-Benz deținea 16% din Bajaj Tempo, dar Daimler și-a vândut participația înapoi grupului Firodia. S-a convenit ca Bajaj Tempo să renunțe treptat la utilizarea mărcii "Tempo", deoarece aceasta aparținea încă Mercedes-Benz. Numele companiei a fost schimbat în Force Motors în 2005, renunțând la "Bajaj", precum și la "Tempo", în ciuda obiecțiilor Bajaj Auto, cu care compania are o istorie lungă, precum și un perete compus.
În 2007, Bajaj Auto, prin intermediul filialei sale olandeze Bajaj Auto International Holding BV, a achiziționat o participație de 14,5% din acțiunile rivalului austriac KTM, mărindu-și treptat participația până la o cotă de 48% din acțiuni fără control până în 2020. În decembrie 2020, Bajaj a demarat discuții privind schimbul participației sale de la KTM către acționarul majoritar al KTM, Pierer Mobility, o filială a Pierer Industrie.
În mai 2008, alianța Renault-Nissan și Bajaj Auto au anunțat că vor înființa o companie mixtă care va dezvolta, produce și comercializa o mașină low-cost, cu un preț de pornire de la 2.500 de USD, ce va fi lansată pe piață la începutul anului 2011, au anunțat reprezentanții celor două companii.
Bajaj Auto și-a continuat activitățile în Rusia în ciuda invaziei ruse din Ucraina, ceea ce a stârnit critici internaționale.